# ...Baby One More Time (pjesma)
„...Baby One More Time” je prvi hit singl američke pjevačice Britney Spears, s njezinog prvog studijskog albuma ...Baby One More Time. Objavljen je 23. listopada 1998. godine u SAD-u. Pjesmu je napisao i koproducirao Max Martin.

## O pjesmi
Tekst je napisao Max Martin, a producirali su je Martin, Denniz PoP i Rami za Cheiron Productions. Pjesma govori o djevojčici koja žali njezinu prethodnu odluku o prekidu. Ona opisuje koliko se ona želi pomiriti, i o tome što on njoj znači. 

## Uspjeh na top listama
Pjesma je po prvi puta službeno puštena na američkim radio stanicama 23. listopada 1998. godine. Dana, 21. studenog 1198. godine pjesma je debitirala na 17. mjestu ljestvice Billboard Hot 100, dva i pol pjeseca kasnije pjesma je dosegnula prvo mjesto za dva tjedna. U isto vrijeme pjesma se plasirala na prvom mjestu u Kanadi. Pjesma se također plasirala na prvom mjestu ljestvice Hot 100 Singles Sales gdje se držala četiri tjedana. Pjesma je ubrzo dobila platinastu certifikaciju od RIAA-e. Na ljestvici Hot 100 Airplay plasirala se na osmom mjestu. Na ljestvicama kao ššto su Contemporary hit radio, Top 40 Tracks i Rhythmic Airplay Chart plasirala se među najboljih 10. Na godišnjoj ljestvici Billboarda Hot 100 pjesma se plasirala na 5. mjestu.
U Europi pjesma se plasirala na prvom mjestu u svakoj državi u kojoj je došla na ljestivce. Na Eurochart Hot 100 Singles bila je ukupno deset tjedana na vrhu. U Francuskoj se zadržala dva tjedna na prvom mjestu, prodana je u 500.000 primjeraka i pritom je dobila platinastu certifikaciju od Syndicat National de l'Édition Phonographique. Vrh njemačke ljestvice singlova, Media Control Singles Top 100, zauzela je za šest tjedana i pritom je singl prodan u 750.000 primjeraka, to mu je donijelo trostruku platinastu certifikaciju. Prema Jive Recurdsu je singl u Ujedinjenom Kraljevstvu prodan u 250.000 kopija u samo tri dana, do danas je singl prodan u 1,5 milijuna primjeraka. Od British Phonographic Industry pjesma je dobila dvostruku platinastu certifikaciju. Dodatno, Spears se uključila u grupu od sedam ženskih izvođača koje imaju singl prodanog u više od milijun primjeraka, to su među ostalima Kylie Minogue, Whitney Houston, Cher, Céline Dion.
„...Baby One More Time” debitirala je na 20. mjestu australske ljestvice singlova ARIA Singles Top 50, mjesec dana kasnije pjesma se popela do prvog mjesta. Pjesma je krajem godine bila najprodavaniji singl godine, odmah iza pjesme „Mambo # 5” koju izvodi Lou Bega, te je certificirana trostrukim platinom od strane Australian Recording Industry Association s prodajom više od 210.000 primjeraka. Na Novom Zelandu pjesma se plasirala na prvom mjestu te je dobila platinastu certifikaciju.

## Popis pjesama
| Australski CD singl 1. „…Baby One More Time” — 3:30 2. „…Baby One More Time” [instrumental] — 3:30 3. „Autumn Goodbye” 3:41 4. „…Baby One More Time” [Davidson Ospina Club Mix] — 5:40 5. Enhanced with „…Baby One More Time” video Europski CD singl sa 2 pjesme 1. „…Baby One More Time” — 3:30 2. „…Baby One More Time” [instrumental] — 3:30 Britanski CD #1 1. „…Baby One More Time” — 3:30 2. „…Baby One More Time” [Sharp Platinum Vocal Remix] — 8:11 3. „…Baby One More Time” [Davidson Ospina Club Mix] — 5:40 Britansko limitirano izdanje CD #2 1. „…Baby One More Time” — 3:30 2. „…Baby One More Time” [instrumental] — 3:30 3. „Autumn Goodbye” — 3:41 | Francuski CD singl 1. „…Baby One More Time” — 3:30 2. „Autumn Goodbye” — 3:41 Američki CD singl 1. „…Baby One More Time” — 3:30 2. „Autumn Goodbye” — 3:41 3. Enhanced with „…Baby One More Time” Video Američki 12„ Vinyl singl - Strana A: 1. ”…Baby One More Time„ [Davidson Ospina Club Mix] — 5:40 2. ”…Baby One More Time„ [Davidson Ospina Chronicles Dub] — 6:30 3. ”…Baby One More Time — 3:30 - Strana B: 1. „…Baby One More Time” [Sharp Platinum Vocal Remix] — 8:11 2. „…Baby One More Time” [Sharp Trade Dub] — 6:50 |

## Ostale verzije i remiksevi
| - Albumska verzija — 3:30 - Instrumental — 3:31 - Answering Machine Message — :20 - Boy Wunder Radio Mix — 3:27 - Davidson Ospina Radio Mix — 3:24 - Davidson Ospina Club Mix — 5:43 - Davidson Ospina Club Mix (Fade Version)— 2:58 - Davidson Ospina Chronicles Dub — 6:33 - Davidson Ospina 2005 Remix — 4:41 | - Sharp Platinum Vocal Mix — 8:12 - Sharp Trade Dub — 6:50 - Wade J. Robson Remix - Cabaret Mix - Verzija tijekom The Circus turneje — 3:19 |

## Ljestvice
| Top ljestvice (1998.)  | Najviša pozicija |
| ---------------------- | ---------------- |
| Kanada                 | 1                |
| SAD Billboard Hot 100  | 1                |
| SAD Top 40 Mainstream  | 1                |
| Top ljestvice (1999.)  | Najviša pozicija |
| Australija             | 1                |
| Austrija               | 1                |
| Belgija (Flandrija)    | 1                |
| Belgija (Valonija)     | 1                |
| Europa                 | 1                |
| Finska                 | 1                |
| Francuska              | 1                |
| Irska                  | 1                |
| Nizozemska             | 1                |
| Novi Zeland            | 1                |
| Norveška               | 1                |
| Njemačka               | 1                |
| Švedska                | 1                |
| Švicarska              | 1                |
| Ujedinjeno Kraljevstvo | 1                |